# Halfaja (Syria)
Halfaja (arab. ‏حلفايا‎) – miasto w Syrii, w muhafazie Hama. W 2004 roku liczyło 21 180 mieszkańców. Położona jest nad rzeką Orontes, od zachodu bezpośrednio sąsiaduje z miastem Maharda.
W sierpniu 2014 roku Halfaja została przejściowo zajęta przez terrorystów Dżabhat an-Nusra, zaś 11 września tegoż roku odbita przez syryjską brygadę Tygrysa.